# 韓毅 (明朝)
韓毅，山西曲沃人，明朝政治人物、进士。

## 生平
洪武十七年，鄉試中舉。洪武十八年（1385年）乙丑科登進士，授平山縣縣丞。